# Architecture in Helsinki
Architecture in Helsinki és un grup de música Indie pop avant-garde australià del suburbi de Backyard a Melbourne. El grup consta de Cameron Bird, Gus Franklin, Jamie Mildren, Sam Perry i Kellie Sutherland. La majoria dels seus membres poden tocar diversos instruments. La música d'Architecture in Helsinki es caracteritza per una gran varietat de sons, obtingudes per mitjans electrònics i de l'experimentació amb el gran nombre d'instruments, incloent-hi els instruments de bronze, flautes, sintetitzadors analògics, samplers, un glockenspiel (també conegut com a Lira), una tuba, un clarinet, un trombó, trompetes i instruments més comuns com la bateria, guitarres i baix elèctric. El seu segon àlbum, "In case we die" (2005) va ser gravat amb 41 instruments. Architecture in Helsinki va començar a tocar al voltant de l'any 2000, jugant amb freqüència en diverses gires a nivell nacional i algunes internacional. Han fet gira pels EUA amb grups com Death Cab For Cutie i Clap Your hands i programes oberts d'artistes com David Byrne, The polifònica Spree, Yo la tengo i Belle & Sebastian.

## Discografia

### Àlbums
- Fingers Crossed (2003) – Trifekta
- In Case We Die (2005) – Tailem Bend/Bar/None Records/Moshi Moshi
- Places Like This (2007)
- Moment Bends (2011)

### Remixes
- We Died, They Remixed (2006, àlbum de remescles) - Tailem Bend/Bar/None Records

### Senzills i EP
- "Like A Call" (2003) - Trifekta, esgotat
- "Kindling" (2003) - Trifekta, esgotat
- "Keepsake" (2004) - Trifekta, esgotat
- "Do The Whirlwind" (2005) - Tailem Bend, esgotat
- "Maybe You Can Owe Me/It'5!" (2005) - Moshi Moshi, esgotat
- "Do the Whirlwind" (2005) version británica - Moshi Moshi
- "Wishbone" (2006) – Moshi Moshi

## Vídeos musicals
- "Like a Call" (2003) – Dirigit per Isobel Knowles
- "Kindling" (2003) – Dirigit per Kellie Sutherland
- "It'5!" (2005) – Dirigit per Isobel Knowles i Ali Dullard
- "Do the Whirlwind" (2005) version australiana – Dirigit per Paul Robertson
- "Do the Whirlwind" (2006) version britànica – Dirigit per Nima Nourizadeh
- "Wishbone" (2006) – Dirigit per Isobel Knowles
- "Hold Music" (2007)
- "That Beep" (2008)